# Timur Boguslavskiy
Timur Boguslavskiy, né le 30 avril 2000 à Kazan en Russie, est un pilote automobile russe. Il participe à des courses de voiture de Grand tourisme dans des championnats tels que le Championnat du monde d'endurance FIA pour l'écurie française Akkodis ASP Team.
Il a remporté le titre pilote du GT World Challenge Europe Endurance Cup en 2021 et 2023.

## Carrière
En 2023, comme l'année précédente, Timur Boguslavskiy poursuit son engagement dans le championnat GT World Challenge Europe avec l'écurie française Akkodis ASP Team au volant d'une Mercedes-AMG GT3 Evo. Mais, contrairement à la saison précédente, il participe aux manches du GT World Challenge Europe Endurance Cup 2023 avec comme coéquipiers le pilote français Jules Gounon et le pilote suisse Raffaele Marciello dans la catégorie Pro. Il remporte avec ses coéquipiers les manches se déroulant sur le Circuit Paul-Ricard et sur le Nürburgring et monte sur la seconde marche du podium des 24 Heures de Spa. Avec ses bons résultats, il remporte le titre Pilotes du GT World Challenge Europe Endurance Cup 2023. En fin de saison, comme l'année précédente, il participe au rookie test du Championnat du monde d'endurance se déroulant sur le Circuit international de Sakhir. Il profite ainsi de cette essai pour découvrir la Chevrolet Corvette C8.R. 
En 2024, Timur Boguslavskiy poursuit son engagement avec l'écurie française Akkodis ASP Team afin de participer au Championnat du monde d'endurance dans la catégorie LMGT3 au volant d'une Lexus RC F GT3, avec comme coéquipiers le sud-africain Kelvin van der Linde et le pilote français Arnold Robin.

## Palmarès

### Championnat du monde d'endurance
| Année | Écurie           | Voiture        | Classe | Pneus | 1   | 2   | 3   | 4   | 5   | 6   | 7   | 8   | Total | Pos. |
| ----- | ---------------- | -------------- | ------ | ----- | --- | --- | --- | --- | --- | --- | --- | --- | ----- | ---- |
| 2024  | Akkodis ASP Team | Lexus RC F GT3 | LMGT3  | G     | QAT | IMO | SPA | LMS | SÃO | CDM | FUJ | BHR | *     | *    |

* Saison en cours.

### GT World Challenge Europe

#### GT World Challenge Europe Endurance Cup
| Année | Écurie                     | Voiture              | Classe | 1        | 2      | 3         | 4          | 5            | 6          | 7     | Pos. | Points |
| ----- | -------------------------- | -------------------- | ------ | -------- | ------ | --------- | ---------- | ------------ | ---------- | ----- | ---- | ------ |
| 2019  | Mercedes-AMG Team AKKA ASP | Mercedes-AMG GT3     | Argent | MNZ 4    | SIL 10 | LEC 11    | SPA 6H 14  | SPA 12H 14   | SPA 24H 17 | CAT 5 | 1re  | 142    |
| 2020  | AKKA ASP Team              | Mercedes-AMG GT3 Evo | Pro    | IMO 3    | NÜR 2  | SPA 6H 1  | SPA 12H 37 | SPA 24H Abd. | LEC 18     |       | 5e   | 52     |
| 2021  | AKKA ASP Team              | Mercedes-AMG GT3 Evo | Pro    | MNZ      | LEC    | SPA 6H 26 | SPA 12H 14 | SPA 24H 10   | NÜR        | CAT   | 32e  | 1      |
| 2023  | Akkodis ASP Team           | Mercedes-AMG GT3 Evo | Pro    | MNZ Abd. | LEC 1  | SPA 6H 3  | SPA 12H 2  | SPA 24H 2    | NÜR 1      | CAT 5 | 1re  | 104    |

#### GT World Challenge Europe Sprint Cup
| Année | Écurie           | Voiture              | Classe | 1       | 2       | 3       | 4        | 5          | 6        | 7        | 8       | 9       | 10         | Pos. | Points |
| ----- | ---------------- | -------------------- | ------ | ------- | ------- | ------- | -------- | ---------- | -------- | -------- | ------- | ------- | ---------- | ---- | ------ |
| 2020  | AKKA ASP Team    | Mercedes-AMG GT3 Evo | Pro    | MIS 1 8 | MIS 2 1 | MIS 3 6 | MAG 1 7  | MAG 2      | ZAN 1 11 | ZAN 2 3  | CAT 1 3 | CAT 2 3 | CAT 3 1    | 2e   | 85     |
| 2021  | AKKA ASP Team    | Mercedes-AMG GT3 Evo | Pro    | MAG 1 5 | MAG 2 3 | ZAN 1 2 | ZAN 2 25 | MIS 1 5    | MIS 2    | BRH 1 17 | BRH 2 6 | VAL 1 3 | VAL 2 18   | 3e   | 61.5   |
| 2022  | Akkodis ASP Team | Mercedes-AMG GT3 Evo | Pro    | BRH 1 3 | BRH 2 1 | MAG 1 2 | MAG 2 1  | ZAN 1 23   | ZAN 2 1  | MIS 1 2  | MIS 2   | VAL 1 7 | VAL 2 3    | 2e   | 111.5  |
| 2023  | Akkodis ASP Team | Mercedes-AMG GT3 Evo | Pro    | BRH 1   | BRH 2 6 | MIS 1   | MIS 2 4  | HOC 1 Abd. | HOC 2 1  | VAL 1    | VAL 2 7 | ZAN 1 4 | ZAN 2 Abd. | 2e   | 90.5   |

### European Le Mans Series
| Année | Écurie                 | Châssis      | Moteur                      | Classe | 1      | 2     | 3     | 4        | 5      | 6      | Position | Points |
| ----- | ---------------------- | ------------ | --------------------------- | ------ | ------ | ----- | ----- | -------- | ------ | ------ | -------- | ------ |
| 2017  | By Speed Factory       | Ligier JS P3 | Nissan VK50VE 5,0 l V8 Atmo | LMP3   | SIL    | MON   | RBR   | LEC      | SPA    | POR 12 | 29e      | 0.5    |
| 2018  | NEFIS By Speed Factory | Ligier JS P3 | Nissan VK50VE 5,0 l V8 Atmo | LMP3   | LEC 16 | MON 6 | RBR 6 | SIL Abd. | SPA 10 | POR 4  | 9e       | 29     |